# La Princesse errante
Pour plus de détails, voir Fiche technique et Distribution.
La Princesse errante (流転の王妃, Ruten no ōhi) est un film japonais réalisé par Kinuyo Tanaka et sorti en 1960. Le film est une fiction adaptée de la biographie homonyme de Hiro Saga qui épouse en 1937 Pujie, le frère de l'empereur du Mandchoukouo, et qui ainsi se retrouve impliquée dans la politique colonialiste de l'empire du Japon. 

## Synopsis
Tokyo, 1937. Ryūkō est une jeune fille insouciante d'origine noble qui se rêve en artiste peintre et vit auprès de ses parents et de sa grand-mère dans une luxueuse demeure familiale. Lorsque le général Asabuki se fait l'ambassadeur de l'Armée pour proposer un mariage entre Ryūkō et Futetsu, le frère cadet de l'empereur du Mandchoukouo, la famille est dans un premier temps réticente. Mais la raison politique, le prestige et une première rencontre où Futetsu fait bonne impression finissent de convaincre la famille et le mariage est célébré le 3 avril 1937.
Ryūkō quitte le Japon avec son époux, elle est présentée à l'empereur du Mandchoukouo et le couple s'installe à Hsinking. En 1938, Ryūkō donne naissance à une fille, Eisen, et le mariage a l'air heureux. Cette période de bonheur est brusquement interrompue lors de l'invasion soviétique de la Mandchourie en août 1945. Futetsu est fait prisonnier par les soviétiques tandis que Ryūkō et ses proches sont contraints de fuir vers le sud en direction de la Corée. Au bout de dix-sept mois ponctués de longues marches épuisantes, de privations et d'un séjour dans la prison de Yanji durant lequel l'impératrice meurt des suites de la malnutrition et du manque d'opium, Ryūkō et sa fille Eisen parviennent enfin à regagner le Japon.
Eisen grandit entourée de sa mère et de ses grands-parents et devient une jeune fille enjouée. Ryūkō a enfin des nouvelles de son mari Futetsu, toujours emprisonné, et le couple est autorisé à s'échanger des lettres quand un nouveau malheur les frappe. Leur fille Eisen est retrouvée morte en décembre 1957 sur le mont Amagi, à la suite de ce qui semble être un suicide d'amour.

## Fiche technique
- Titre : La Princesse errante
- Titre original : 流転の王妃 (Ruten no ōhi?)
- Réalisation : Kinuyo Tanaka

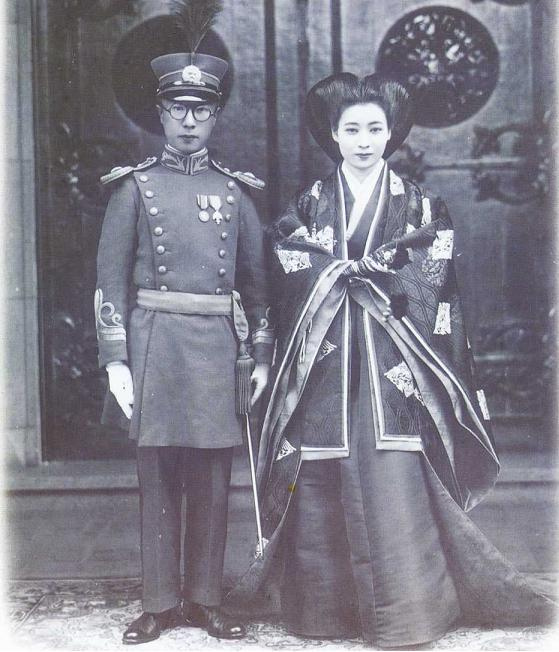
Photographie de mariage de Pujie et de Hiro Saga en 1937.

- Scénario : Natto Wada, d'après la biographie homonyme de Hiro Saga publiée en août 1959[1]
- Photographie : Kimio Watanabe
- Musique : Chūji Kinoshita
- Production : Hiroaki Fujii et Masaichi Nagata
- Société de production : Daiei
- Pays d'origine :  Japon
- Langues originales : japonais - mandarin
- Format : couleur — 2,35:1 — 35 mm — son mono
- Genre : drame - film biographique
- Durée : 103 minutes (métrage : sept bobines - 2 796 m[2])
- Dates de sortie :
  - Japon : 27 janvier 1960[2]
  - France : 16 février 2022[3]

## Distribution
Entre parenthèses sont indiqués les noms des personnalités historiques correspondants aux personnages dans le film.
- Machiko Kyō : Ryūkō (Hiro Saga)
- Eiji Funakoshi : Futetsu (Pujie)
- Sadako Sawamura : Kazuko Sugawara, la mère de Ryūkō
- Shōzō Nanbu : Hidesato Sugawara, le père de Ryūkō (le marquis Saneto Saga)
- Chieko Higashiyama : Nao Sugawara, la grand-mère de Ryūkō
- Ryōzō Yoshii : Kosuke Takahashi, l'oncle de Ryūkō
- Kiyoko Hirai : Tsuruko Takahashi, la tante de Ryūkō
- Michiko Takano : Eisei, la fille de Ryūkō et Futetsu à l'adolescence (Huisheng)
- Yangming Long : Fubun, l'empereur du Mandchoukouo (Puyi)
- Atsuko Kindachi : l'impératrice (Wan Rong)
- Tatsuya Ishiguro : le général Furuya
- Ken Mitsuda : le général Asabuki (Shigeru Honjō)
- Mitsuko Takesato : la femme du général Asabuki
- Yaeko Izumo : la nurse chinoise

## Autour du film
Quelques mois après la publication en août 1959 des mémoires de Hiro Saga (sous le nom de Hiro Aishinkakura, prononciation japonaise des idéogrammes de son nom de mariage, Hiro Aisin-Gioro), un projet de film est mis en place et un contrat est signé entre Hiro Saga, sa plus jeune fille Kosei, Kinuyo Tanaka, Machiko Kyō et Hideo Matsuyama, le directeur général de la Daiei. Dès le départ, le film est conçu comme un josei eiga (film pour les femmes). Ici, non seulement ce film parle de femmes et vise un public de femmes mais il est aussi conçu par des femmes, avec Kinuyo Tanaka à la réalisation et Natto Wada au scénario.
La Princesse errante est le 4e film réalisé par Kinuyo Tanaka et le premier qu'elle tourne en couleur. Il a été classé au 26e rang des meilleurs films japonais de l'année 1960 par la revue Kinema Junpō.